# آندریاس هایدر-مارر
 آندریاس هایدر-مارر (انگلیسی: Andreas Haider-Maurer؛ زادهٔ ۲۲ مارس ۱۹۸۷) یک تنیس‌باز اهل اتریش است. 